# Guitar Wolf
Guitar Wolf é uma banda japonesa de garage rock/rock and roll formada em Nagasaki em 1987 por Seiji (Guitar Wolf), Billy (Bass Wolf) e Narita (Drum Wolf).
Tempos mais tarde, Narita deixou a banda então Toru veio a ser o novo baterista. Em 2005 Billy (Bass Wolf) morreu de ataque cardíaco. Numa turnê pelos Estados Unidos, em Setembro de 2005, o Guitar Wolf tocou pela primeira vez com seu novo baixista, U.G. A banda atualmente é composta por Seiji (Guitar Wolf), U.G. e Toru.

## Discografia

### LP's
- Wolf Rock! (1993)
- Kung Fu Ramone (1994)

### Álbuns de estúdio
- Run Wolf Run (1994)
- Missile Me! (1995)
- Planet Of The Wolves (1997)
- Jet Generation (1999)
- Rock'n'roll Etiquette (2000)
- UFO Romantics (2003)
- Loverock (2004)[3]
- Golden Black (greatest hits) (2005)

### Álbuns ao vivo
- Live!! (2000)

### Singles
- Somethin' Else (1994)
- Missile Me (1996)
- Can-Nana Fever (1997)
- Bad Reputation (1997)
- Kawasaki Z11 7750 Rock 'n' Roll (1997)
- Kaminari One (1998)
- Murder By Rock! (1999)
- God Speed You (2000)
- I Love You, Ok (2001)

## Músicas covers
- Summertime Blues (Eddie Cochran)
- (I Can't Get No) Satisfaction (The Rolling Stones)
- Rumble, Jack the Ripper, e Ace Spades (Link Wray)
- Should I Stay or Should I Go (The Clash)
- Kick out the Jams (MC5)
- I Love You, OK? (Eikichi Yazawa)
- The Way I Walk (Jack Scott)
- (Get Your Kicks on) Route 66 (Bobby Troup)
- (I'm A) Sore Loser (The Royal Pendletons)